# Joël Audiger
Joël Audiger, né le 10 août 1950 à Saint-Nazaire, est un footballeur français qui évolue au poste d'ailier gauche.

## Biographie
Il débute dans le football à l'Union Mean-Penhoët de Saint-Nazaire.
Formé au FC Nantes, il y joue de 1970 à 1972 avant d'évoluer à l'Entente Fontainebleau-Bagneaux-Nemours en 1972-1973, puis à Toulon et enfin Cholet.
Il part ensuite à l'Entente sportive de La Rochelle puis devient joueur entraîneur à Marsilly pour y finir sa carrière.

## Carrière
- 1960-1967 :  Union Mean Penhoët Saint-Nazaire
- 1967-1970 :  FC Nantes (formation)
- 1970-1972 :  FC Nantes
- 1972-1973 :  Entente BFN
- 1973-1975 :  SC Toulon
- 1975-1977 :  SO Cholet
- 1978-1985 :  ES La Rochelle[1]

## Repères
- 8 matchs et 1 but en Ligue 1
- 98 matchs et 18 buts en Ligue 2
- 1er match en L1 : 12 août 1970, AS Saint-Étienne-FC Nantes (2-3)